# 小杯红景天
小杯红景天（学名：Rhodiola sherriffii）为景天科红景天属的植物。分布于不丹、锡金以及中国大陆的西藏等地，生长于海拔4,000米至5,000米的地区，一般生于湿处、草坡灌丛中和石上，目前尚未由人工引种栽培。